# Andreas Beikirch
Andreas Beikirch est un coureur cycliste allemand né le 29 mars 1970 à Hilden, en Rhénanie-du-Nord-Westphalie. Professionnel de 1996 à 2008, il a concouru sur route et sur piste, remportant notamment quatre courses de six jours.

## Biographie
Andreas Beikirch se distingue dès ses années de junior, en remportant le titre de champion du monde junior de la course aux points en 1988. Il se tourne donc d'abord vers la piste, où il remporte notamment les six jours de Nouméa en 1990. 
Beikirch court cependant aussi sur route, et intègre en 1996 l'équipe Team E-Plus Service. Il y remporte un certain nombre de critériums, et termine notamment deuxième du Tour de Düren en 1997. L'année suivante, il rejoint l'équipe Die Continentale-Olympia, avec laquelle il termine deuxième du Grand Prix de clôture en Belgique derrière Wilfried Peeters. Il remporte sa première victoire professionnelle sur route en 1999, lors d'une étape du Tour de Basse-Saxe, puis s'impose à nouveau quelques mois plus tard au Tour de Beauce. 
En 2000, Beikirch rejoint l'équipe Agro-Adler-Brandenburg. Il termine troisième du Tour de Berlin et du Tour de Düren, puis de la Versatel Classic-Dortmund l'année suivante. En 2002, il intègre Team Cologne, et se consacre plus nettement à la piste. Cet engagement porte ses fruits : il obtient trois nouvelles victoires sur des courses de six jours à Dortmund, Stuttgart et Brême. Il devient également champion d'Europe et deux fois champion d'Allemagne de la course à l'américaine.
Beikirch court ses quatre dernières saisons sur route chez Team Sparkasse, qu'il quitte fin 2008. À l'hiver 2008-2009, il se casse une vertèbre aux Six jours de Brême en janvier, puis chute à nouveau aux Six jours de Hasselt. Il met fin à sa carrière lors de la saison 2009-2010, après 117 participations à des courses de six jours.

## Palmarès sur piste

### Coupe du monde
- 1995
  - 1er de l'américaine à Cottbus (avec Uwe Messerschmidt)
  - 2e de l'américaine à Manchester
- 1996
  - 3e de la course aux points à Athènes

### Championnats du monde juniors
- 1988
  -  Champion du monde de la course aux points juniors

### Six jours
- Six jours de Nouméa : 1990 (avec Frank Kühn)
- Six jours de Dortmund : 2002 (avec Andreas Kappes)
- Six jours de Stuttgart : 2004 (avec Andreas Kappes et Gerd Dörich)
- Six jours de Brême : 2005 (avec Robert Bartko)

### Championnats d'Europe
- 2003
  -  Champion d'Europe de l'américaine (avec Andreas Kappes)

### Championnats d'Allemagne
- Champion d'Allemagne de poursuite par équipes amateurs en 1988 (avec Torsten Schmidt, Holger Stach et Lars Teutenberg)
- Champion d'Allemagne de l'américaine amateurs en 1990 (avec Manfred Donike) et 1992 (avec Torsten Schmidt)
- Champion d'Allemagne de la course aux points en 1993 et 1996
- Champion d'Allemagne de l'américaine en 1995 (avec Uwe Messerschmidt), 1996 (avec Uwe Messerschmidt), 2000 (avec Olaf Pollack) et 2006 (avec Robert Bartko)

## Palmarès sur route
- 1993
  - 1re, 3ea et 5e étapes du Cinturón a Mallorca
- 1997
  - Classement général du Coca-Cola Trophy
  - Prix d'Armorique
  - 2e du Tour de Düren
- 1998
  - 2e du Grand Prix de clôture
- 1999
  - 3e étape du Tour de Basse-Saxe
  - 1re étape du Tour de Beauce
- 2000
  - 3e du Tour de Düren
  - 3e du Berliner Etappenfahrt

## Classements mondiaux sur route
| Année          | 1996  | 1997 | 1998 | 1999  | 2000  | 2001  | 2002 | 2003 | 2004 | 2005 | 2006 | 2007 | 2008 |
| Classement UCI | 1114e | 857e | 518e | 1061e | 1062e | 1063e | 931e | NC   | NC   |      |      |      |      |
| Europe Tour    |       |      |      |       |       |       |      |      |      | NC   | NC   | NC   | NC   |